# الگن
الگن، روستایی از توابع بخش چاروسا شهرستان کهگیلویه در استان کهگیلویه و بویراحمد ایران است.

## موقعیت
این روستا در بخش چاروسا از توابع شهرستان کهگیلویه و در ۶۵کیلومتری شهر دهدشت قرار دارد. هسته اصلی و مرکزی روستای "اَلگن" روی تپه‌ای شکل گرفته که خود در میان سایر تپه‌ها و کوه‌های اطراف احاطه شده و در مرکزی‌ترین نقطه همان تپه قلعه‌ای اعیانی ساخته شده که از قدیمی‌ترین بناهای روستاست.

## جمعیت
این روستا در دهستان طیبی سرحدی شرقی قرار دارد و براساس سرشماری مرکز آمار ایران در سال ۱۳۸۵، جمعیت آن ۵۲۶ نفر (۸۵خانوار) بوده است.

## ثبت ملی
بافت تاریخی روستای الگن در شهرستان کهگیلویه در سال ۱۳۹۹ در فهرست آثار ملی ثبت شد.

## بنیاد الگن
بنیاد اَلگن توسط سعید انصاریان با هدف مراقبت و قُرُق یک هزار هکتار از جنگل های زاگرس با اتکا به کمک‌های مردمی همراه با مانع شدن ورود دام، حذف کشاورزی در زیر اشکوب و حذف جمع آوری دانه های بلوط از سال ۱۳۹۸ تاکنون فعالیت خود را در این منطقه آغاز کرده است.